# Final de la Copa FIFA Confederaciones 2001

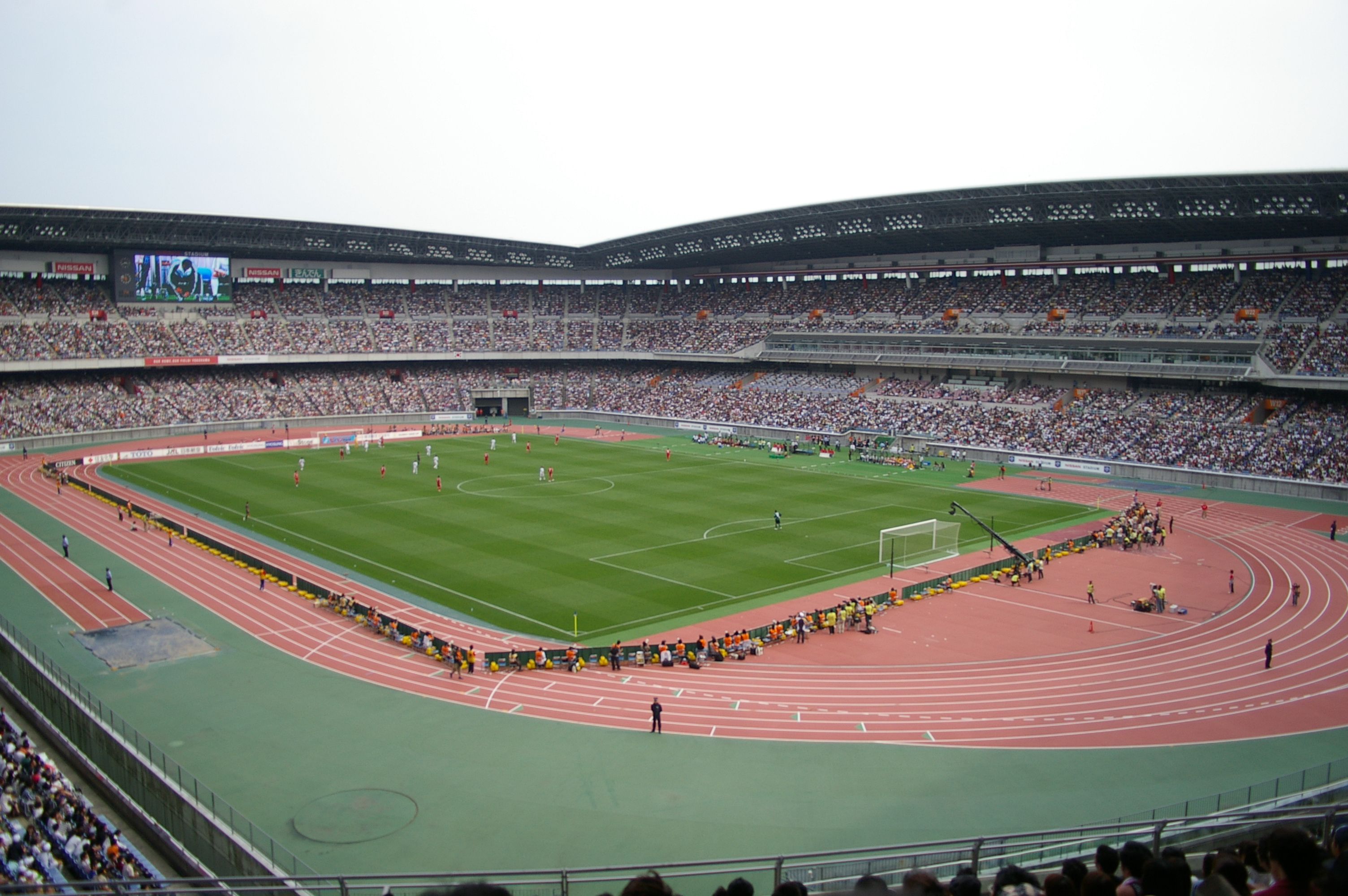
En el Estadio de Yokohama se celebró la final de la competición.

La final de la Copa FIFA Confederaciones de 2001 se disputó el 10 de junio en el Estadio Internacional de Yokohama ante más de 65.000 personas, fue protagonizada por las selecciones de Japón y Francia. El partido se definió en favor de los galos con un solitario gol de Patrick Vieira a los 30 minutos del encuentro para decepción de la afición local. Con el título obtenido, Francia igualó el récord de Brasil como campeón simultáneo del mundo, continental y de la Copa FIFA Confederaciones.

## Enfrentamiento
| Bandera de Japón | vs. | Bandera de Francia |
| Japón 0          | vs. | Francia 1          |
| ---------------- | --- | ------------------ |

## Camino a la final
| Equipo        | Pts. | PJ | PG | PE | PP | GF | GC | Dif |
| ------------- | ---- | -- | -- | -- | -- | -- | -- | --- |
| Francia       | 6    | 3  | 2  | 0  | 1  | 9  | 1  | +8  |
| Australia     | 6    | 3  | 2  | 0  | 1  | 3  | 1  | +2  |
| Corea del Sur | 6    | 3  | 2  | 0  | 1  | 3  | 6  | -3  |
| México        | 0    | 3  | 0  | 0  | 3  | 1  | 8  | -7  |

| Equipo  | Pts. | PJ | PG | PE | PP | GF | GC | Dif |
| ------- | ---- | -- | -- | -- | -- | -- | -- | --- |
| Japón   | 7    | 3  | 2  | 1  | 0  | 5  | 0  | +5  |
| Brasil  | 5    | 3  | 1  | 2  | 0  | 2  | 0  | +2  |
| Camerún | 3    | 3  | 1  | 0  | 2  | 2  | 4  | -2  |
| Canadá  | 1    | 3  | 0  | 1  | 2  | 0  | 5  | -5  |

## Partido
| 1          | Guardameta     | Yoshikatsu Kawaguchi |     |
| 16         | Defensa        | Koji Nakata          |     |
| 4          | Defensa        | Ryuzo Morioka        |     |
| 20         | Defensa        | Yasuhiro Hato        |     |
| 14         | Defensa        | Teruyoshi Ito        |     |
| 3          | Centrocampista | Naoki Matsuda        |     |
| 18         | Centrocampista | Kazuyuki Toda        |     |
| 5          | Centrocampista | Junichi Inamoto      | 46' |
| 21         | Centrocampista | Shinji Ono           | 60' |
| 8          | Delantero      | Hiroaki Morishima    |     |
| 9          | Delantero      | Akinori Nishizawa    | 74' |
| Entrenador | Entrenador     | Philippe Troussier   |     |

| 1          | Guardameta     | Ulrich Rame        |     |
| 3          | Defensa        | Bixente Lizarazu   |     |
| 18         | Defensa        | Frank Leboeuf      |     |
| 8          | Defensa        | Marcel Desailly    |     |
| 4          | Centrocampista | Patrick Vieira     |     |
| 19         | Centrocampista | Christian Karembeu |     |
| 7          | Centrocampista | Robert Pires       |     |
| 6          | Centrocampista | Youri Djorkaeff    | 65' |
| 17         | Delantero      | Steve Marlet       | 58' |
| 9          | Delantero      | Nicolas Anelka     |     |
| 11         | Delantero      | Sylvain Wiltord    |     |
| Entrenador | Entrenador     | Roger Lemerre      |     |

| 10 | Centrocampista | Atsuhiro Miura   | 46' |
| 19 | Centrocampista | Tatsuhiko Kubo   | 60' |
| 11 | Delantero      | Masashi Nakayama | 74' |

| 22 | Delantero      | Laurent Robert | 58' |
| 10 | Centrocampista | Éric Carrière  | 65' |

| Amonestado | 36' | Naoki Matsuda     |
| Amonestado | 89' | Hiroaki Morishima |

| Amonestado | 52' | Bixente Lizarazu |

| Anotado | 30' | Patrick Vieira | 0-1 |

| Árbitro             | Ali Bujsaim    |
| Árbitros asistentes | Igor Sramka    |
| Árbitros asistentes | Awni Hassouneh |

| 1          | Guardameta     | Yoshikatsu Kawaguchi |     |
| 16         | Defensa        | Koji Nakata          |     |
| 4          | Defensa        | Ryuzo Morioka        |     |
| 20         | Defensa        | Yasuhiro Hato        |     |
| 14         | Defensa        | Teruyoshi Ito        |     |
| 3          | Centrocampista | Naoki Matsuda        |     |
| 18         | Centrocampista | Kazuyuki Toda        |     |
| 5          | Centrocampista | Junichi Inamoto      | 46' |
| 21         | Centrocampista | Shinji Ono           | 60' |
| 8          | Delantero      | Hiroaki Morishima    |     |
| 9          | Delantero      | Akinori Nishizawa    | 74' |
| Entrenador | Entrenador     | Philippe Troussier   |     |

| 1          | Guardameta     | Ulrich Rame        |     |
| 3          | Defensa        | Bixente Lizarazu   |     |
| 18         | Defensa        | Frank Leboeuf      |     |
| 8          | Defensa        | Marcel Desailly    |     |
| 4          | Centrocampista | Patrick Vieira     |     |
| 19         | Centrocampista | Christian Karembeu |     |
| 7          | Centrocampista | Robert Pires       |     |
| 6          | Centrocampista | Youri Djorkaeff    | 65' |
| 17         | Delantero      | Steve Marlet       | 58' |
| 9          | Delantero      | Nicolas Anelka     |     |
| 11         | Delantero      | Sylvain Wiltord    |     |
| Entrenador | Entrenador     | Roger Lemerre      |     |

| 10 | Centrocampista | Atsuhiro Miura   | 46' |
| 19 | Centrocampista | Tatsuhiko Kubo   | 60' |
| 11 | Delantero      | Masashi Nakayama | 74' |

| 22 | Delantero      | Laurent Robert | 58' |
| 10 | Centrocampista | Éric Carrière  | 65' |

| Amonestado | 36' | Naoki Matsuda     |
| Amonestado | 89' | Hiroaki Morishima |

| Amonestado | 52' | Bixente Lizarazu |

| Anotado | 30' | Patrick Vieira | 0-1 |

| Árbitro             | Ali Bujsaim    |
| Árbitros asistentes | Igor Sramka    |
| Árbitros asistentes | Awni Hassouneh |

|                             |
| Bandera de Francia          |
| Campeón Francia 1.er título |